# Setebos (maan)
Setebos is een maan van Uranus. De maan is in 1999 ontdekt door J.J. Kavelaars, B.J. Gladman, P.D. Nicholson en J.A. Burns.
Setebos is genoemd naar de god die aanbeden werd door Caliban en Sycorax uit Shakespeares stuk "The Tempest".
Miranda · Ariel · Umbriel · Titania · Oberon

Cordelia · Ophelia · Bianca · Cressida · Desdemona · Juliet · Portia · Rosalind · Cupid · Belinda · Perdita · Puck · Mab · Francisco · Caliban · Sycorax · Margaret · Prospero · Setebos · Stephano · Trinculo · Ferdinand